# Chersons konstmuseum
Chersons konstmuseum är ett konstmuseum i Cherson i Ukraina. Konstmuseet invigdes den 27 maj 1978.